# 将門記
『将門記』（しょうもんき）は、10世紀半ばに関東地方でおこった平将門の乱の顛末を描いた、初期の軍記物語。

## 概略
平将門が一族の私闘(承平5年(935年)2月)から朝廷への反逆に至って最後に討ち取られるまで(天慶3年(940年)2月)と、乱の始末、死後に地獄から伝えたという｢冥界消息｣が記されている。 将門記の原本とされるものは残っておらず、『真福寺本』と『楊守敬旧蔵本』の二つの写本と11種類の抄本が伝わる。 和化漢文(漢文様式で表記された日本語文)で記載されるが、随所に駢儷体(べんれんたい)による修辞や中国の故事を取り込んでいる。 独特の文体ゆえ今日でも解釈が定まっていない箇所も少なくない。 『陸奥話記』や『奥州後三年記』とともに初期軍記とされている。

## 題名について
二つの写本は、いずれも冒頭部分が失われており、本来の題名はわからない。 鎌倉時代に成立した扶桑略記には「合戦章」という名称で将門記を引用し、歴代皇紀では「将門合戦状」という名称で引用している。 また、寛元三年(1245年)に作成された絵巻(吾妻鑑)には「平将門合戦状」と記されており、「平将門合戦状(章)」が本来の名称だったようである。 寛政11年(1799年)に植松有信が『将門記』の名称で真福寺本の木版本を発行し、以降この名称が一般的となった。

## 写本
真福寺本
『真福寺本』は名古屋市の宝生院（真福寺）に伝わるもので、大須本、真本ともいう。 承徳三年(1099年)に書き写したという意味の奥書がある。 巻首を除いてほぼ全文が残る唯一の写本。 返り点や振り仮名、声点なども加筆されていて、国語学上の重要な資料とされる。1905年（明治38年）に当時の古社寺保存法に基づく旧国宝に指定された（1950年の文化財保護法施行以後は重要文化財）。
楊守敬旧蔵本
『楊守敬旧蔵本』は、明治時代初期に来日した清国人の楊守敬が所持していたとされるもので、楊本ともいう。 真福寺本に比べて欠落部分が多い残欠本である。 現在は日本の個人が所有するが、楊守敬に渡った経緯も日本に戻った経緯も不明である。 『弁中辺論』という経典の紙背に書写されている。 1943年（昭和18年）に当時の国宝保存法に基づく旧国宝に指定された（1950年の文化財保護法施行以後は重要文化財）。
山田忠雄は両写本を比較研究し
楊守敬本は真福寺本と比較して行数に換算して5/8ほどの分量で、248項の異文が認められる。 誤字脱字は双方にあり相補うものがあるが、真福寺本には冗句を省き字句を整えようとする傾向がある。 楊守敬本の筆致は自由奔放、稚拙粗剛であるが、真福寺本は丁寧で清書本の趣がある。 また、楊守敬本には改変添削の跡が見られ、草稿本の趣がある。 楊守敬本には「去」という連体修飾語を冠して乱当時を回想する際に時間を意識させようとする意図が見受けられ、乱に近い書き方と推察できる。
としている。

## 成立年代
成立年代は不明で、諸説入り乱れている。 星野恒は巻末に「天慶3(940年)年6月記文｣とあることで、将門死去(同年2月)の直後に書かれたとする説を唱えたが、早くから疑問が上がっていて現在では否定されている。 真福寺本には菅原道真の官位が左大臣正二位(楊守敬旧蔵本では右大臣正二位)と記されていることより、道真の死後、923年に右大臣正二位に復され、993年に正一位左大臣(同年に正一位太政大臣)を追贈されるまでの間とする説や、冥界消息にある『闘争堅固』が末法を示す語であることより11世紀中頃とする説などがあるが、おおよそ11世紀前期から11世紀末期と考えられる。

## 作者
作者についても諸説があり見解の一致を見ないが、川尻は大きく3つの説に分けられるとしている。第一の説は東国で作成されたとする説で、将門の動向が詳細に記載されている事から中央で作成されたとは考えにくいとしている。第二の説は中央で作成されたとする説で、将門が藤原忠平に宛てた書状について詳細に記載されていることから、忠平に近い人物とする。第三の説はその折衷案で、東国で書かれた原文が中央で加筆されたとする説である。

## 八幡神と武家政権
平将門は『将門記』では939年に上野の国庁で八幡大菩薩よりの神託をうけて「新皇」を自称した。このように八幡神は武家を王朝的秩序から解放し、天照大神とは異なる世界を創る大きな役割があり、武家が守護神として八幡神を奉ずる理由であった 。